# Pituna brevirostrata
Pituna brevirostrata är en fiskart som beskrevs av Costa 2007. Pituna brevirostrata ingår i släktet Pituna och familjen Rivulidae. Inga underarter finns listade i Catalogue of Life.